# Algisto Lorenzato
Algisto Lorenzato (* 20. Mai 1910 in Batatais, SP; † 16. Juni 1960 in Rio de Janeiro, RJ), oft auch nur Batatais, oder Batataes genannt, war ein brasilianischer Fußballspieler. Er nahm mit der Nationalmannschaft seines Heimatlandes an der Fußball-Weltmeisterschaft 1938 in Frankreich teil.

## Karriere
Batatais begann seine Karriere beim Associação Portuguesa de Desportos in São Paulo. Nach einem Jahr bei diesem eher mittelklassigen Verein ging es für ihn weiter zu Palmeiras São Paulo, wo er jedoch nicht mal eine Saison blieb. Dann wechselte der nach Rio de Janeiro, Brasiliens Fußballhauptstadt, um sich dem Verein Fluminense anzuschließen. Gleich in der ersten Saison bei Fluminense gelang Algisto Lorenzo, der auf der Position eines Torwarts aktiv war, der Gewinn der Staatsmeisterschaft von Rio de Janeiro. Nur ein Jahr später konnten er und sein Verein den Titelgewinn wiederholen. Noch weitere drei Male gelang Batatais der Gewinn der Staatsmeisterschaft von Rio de Janeiro, und zwar in den Jahren 1939, 1940 und 1941, jeweils mit Fluminense. 1942 wechselte er aufgrund fehlender Einsatzzeiten zum Ortskonkurrenten America FC, kehrte aber bereits nach einem Jahr wieder zu Fluminense zurück eo er 1947 seine Karriere zu beendete.
In der Nationalmannschaft Brasiliens war Algisto Lorenzato drei Mal aktiv. Mit der Auswahl seines Heimatlandes nahm er an der dritten Weltmeisterschaft der Geschichte, der in Frankreich 1938, teil. Dort scheiterte die Selecao im Halbfinale am späteren Weltmeister Italien. Am Ende wurde das Team Dritter, nachdem im Spiel um den dritten Platz Schweden besiegt worden war. Zuvor hatte man gegen Polen mit 6:5 in der Verlängerung und gegen die Tschechoslowakei mit 2:1 in einem Wiederholungsspiel gespielt, nachdem das erste Spiel 1:1 nach Verlängerung ausgegangen und Elfmeterschießen noch nicht erdacht worden waren. Batatais absolvierte alle seine drei Länderspiele bei der Weltmeisterschaft und kam später zu keinem weiteren Einsatz in der brasilianischen Nationalmannschaft.
Algisto Lorenzato verstarb 1960 im Alter von nur 50 Jahren.